# 芒斯河
芒斯河（法語：Manse，法語發音：[mɑ̃s]）是法国中央-盧瓦爾河谷大區安德尔-卢瓦尔省的河流，是維埃納河的右支流，长30.5千米，发源自博塞，于利勒布沙尔流入维埃纳河。